# Moskal (nazwisko)
Moskal – polskie nazwisko. Na początku lat 90. XX wieku w Polsce nosiły je 5876 osoby. 
Osoby noszące nazwisko Moskal to m.in.:
- Edward Moskal – działacz Polonii amerykańskiej
- Edward Moskal – polityk
- Kazimierz Moskal – piłkarz
- Kazimierz Moskal – polityk
- Robert Moskal
- Stanisław Moskal – agronom
- Stanisław Moskal – socjolog wsi
- Tomasz Moskal